# Arnaud Coyot
Arnaud Coyot, född 6 oktober 1980 i Beauvais i Oise, död 24 november 2013 i Amiens i Somme, var en fransk professionell tävlingscyklist. Han blev professionell 2003 med det franska stallet Cofidis och tävlade med dem till slutet av 2006. Efter det cyklade han ett år i det svenskbelgiska UCI ProTour-stallet Unibet.com Cycling Team, men när stallet lade ned efter säsongen 2007 blev han kontrakterad av det spanska UCI ProTour-stallet Caisse d'Epargne från och med 2008. 

## Karriär
Som U23-cyklist slutade Arnaud Coyot tvåa på etapp 1 av Le Triptyque des Monts et Châteaux - Frasnes bakom, under säsongen 2002, bakom Hans Dekkers. Året därpå blev Coyot professionell och han vann GP EOS Tallinn under sitt första år som professionell. Coyot slutade trea på GP EOS Tallinn under säsongen 2004 bakom Mark Scanlon och Nicolas Inaudi.
Arnaud Coyot vann Classic Haribo 2006, en tävling som han vann framför Thor Hushovd och Mauro Facci.
Han slutade på tionde plats på Paris-Roubaix 2005 och slutade tia på den 14:e etappen på Tour de France 2006 mellan Montélimar och Gap. Under säsongen 2007 i Unibet.com Cycling Team slutade Coyot på 13:e plats i Panne tredagars slutställning.
Under säsongen 2008 slutade Arnaud Coyot tvåa på de franska nationsmästerskapen i linjelopp efter Nicolas Vogondy.
Arnaud Coyot slutade på nionde plats under etapp 1 av Dunkirks fyradagars 2009. Under Critérium du Dauphiné Libéré slutade han på åttonde plats under etapp 2.

## Meriter
2002
- 2:a, etapp 1, Le Triptyque des Monts et Châteaux - Frasnes (U23)

2003
- GP Tallinn

2004
- GP Tallinn

2005
- 8:a, etapp 8, Vuelta a España
- 9:a, etapp 12, Vuelta a España 2005
- 9:a, etapp 21, Vuelta a España

2006
- Classic Haribo
- 10:a, etapp 13, Tour de France 2006

2008
- 2:a, Franska nationsmästerskapen, linjelopp

2009
- 8:a, etapp 2, Critérium du Dauphiné Libéré
- 9:a, etapp 1, Dunkirks fyradagars

## Teams
- 2002-2006 Cofidis
- 2007 Unibet.com Cycling Team
- 2008 Caisse d'Epargne